# Казьмирчук Григорій Дмитрович
Григорій Дмитрович Казьмирчук (9 травня 1944, с. Кальник Іллінецький район Вінницька область — 16 червня 2025) — український історик, фахівець у галузі історіографії, декабристознавець, краєзнавець. Доктор історичних наук, професор, завідувач кафедри історії для гуманітарних факультетів Київського національного університету імені Тараса Шевченка, «Почесний краєзнавець України» (2014).

## Біографія
У 1951—1961 рр. навчався у Кальницькій школі, а в 1961—1969 рр. у Молодогвардійському технічному і Красноармійському педагогічному училищах, які закінчив з відзнаками. У 1974 р. закінчив з відзнакою історичний факультет Київського державного університету ім. Т. Г. Шевченка. Учень професорів А. К. Буцика і В. Н. Котова.
В 1984 р. захистив кандидатську дисертацію на тему «Перший етап визвольного руху в Росії в дослідженнях істориків Радянської України (1917—1980 рр.)».Науковий керівник проф. В. Н. Котов. У 1997 р. захистив докторську дисертацію на тему: «Рух декабристів: історіографія проблеми (1917-середина 1930-х років)».
З 1977 р. — асистент, 1989 р. — доцент, 2000 р. — професор кафедри історії Росії. З 2001 р. — завідувач кафедри історії для гуманітарних факультетів Київського національного університету імені Тараса Шевченка (2001—2016).
Автор більше 550 наукових, науково-популярних, публіцистичних праць. Серед них 35 монографічних досліджень, брошур та курсів лекцій. Досліджує проблеми історіографії, бібліографії, історії України, Росії, краєзнавства. Організатор і керівник міжнародних конференцій «Декабристські читання» (1987—2005 рр.).
Був свого часу членом редакційних колегій низки періодичних видань історичного профілю, зокрема: «Вісник Київського національного університету імені Тараса Шевченка. Історія», «Наукові записки: Серія Історичні науки» (Кіровоград), «Сіверщина в історії України: Зб. наукових праць», «Проблеми історії України ХІХ — початку ХХ ст.», сьогодні — «Известия Иркутского государственного университета» (Серия «История») та ін. Головний редактор часопису «Соціальна історія: науковий збірник» (Вип. I-Х, 2007—2015 рр.). Упродовж багатьох років редагує серію «Декабристські читання» (10 вип., 1987—2005 рр.) та збірники «Декабристи в Україні: дослідження й матеріали» (5 вип. — вип. 3 — 7).
Відзначений державними і громадськими нагородами, зокрема медалями: «Двадцать лет победы в Великой Отечественной войне 1941—1945 гг.», «Ветеран труда», «На страже рубежей Родины», знаком «За наукові досягнення», орденом «Геродот Галікарнаський» за вагомий внесок у розвиток вітчизняної історичної науки та іншими відзнаками.

## Основні наукові праці
Монографії:
- Рух декабристів: Методична розробка для студентів історичного факультету / В. Н. Котов, О. К. Литвин, Г. Д. Казьмирчук. — К.: КДУ, 1980. — 120 с
- Революционное движение в Киевском университете (1834—1861 г.г.) / Г. Д. Казьмирчук, В. Л. Смирнов. — К.: КГУ, 1984. — 51 с..
- Памятные места декабристов на Кировоградщине: Методические рекомендации к 160-летию со дня восстания декабристов / Г. Д. Казьмирчук, Т. И. Бабак. — Кировоград: Знання, 1985. — 23 с.
- В помощь лектору методические рекомендации по теме: «Декабристы на Винниччине» / Г. Казьмирчук. — Винница: Знання, 1986. — 33 с.
- Освещение проблемы «Декабристы и Сибирь» в отечественной литературе. 1975—1985 г. г. / Г. Д. Казьмирчук, О. А. Рафальский. — К.: КГУ, 1987. — 33 с.
- Все, що посіяне зійде… (Нариси суспільно-політичного руху Росії першої половини ХІХ ст.). — К., 1988. — 100 с.
- Декабристоведение: итоги и проблемы. 1917—1993 гг. — К., 1993. — 115 с.
- Декабристи. Історіографія проблеми. 1917—1935. — К., 1994. — 125 с.
- «Апостоли правди». Рух декабристів в історичній літературі 1917 — першій половині 30-х років. — К., 1997. — 209 с.
- Соціально-економічний розвиток Правобережної України в першій чверті ХІХ століття. — К., 1998. — 174 с. (Співавт. Т. Соловйова).
- Історіографія руху декабристів: В 4-х ч. — Ч. І. Дореволюційне декабристознавство (1825—1917 рр.). — К., 2000. — 169 с.; Ч. 2. Становлення радянського декабристознавства (1917 — перша половина 1930-х рр.). — К., Черкаси, 2001. — 238 с.
- Віктор Олександрович Романовський: життя та праця вченого. — К. : Науковий світ, 2000. — 38 с
- Українське декабристознавство. — К., Черкаси, 2002. — 282 с. (Співавт. Ю. В. Латиш).
- Історичний факультет Київського національного університету імені Тараса Шевченка: минуле й сьогодення (1834—2004 рр.) / Під ред. проф. Г. Д. Казьмирчука. — К.: ПРАЙМ-М, 2004. — 356 с.
- Село Кальник: поступ до промислового суспільства (кінець XVIII — на початку ХХ ст.). Зошит № 1. Документи з історії села. — К., 2005. — 38 с.
- Роде наш красний: Село Кальник. — Кн. 1. Документи й дослідження з історії села (кінець XVIII — на початку ХХ ст.). — К., 2006. — 118 с. (Співавт. М. Казьмирчук).
- Освіта в селі Кальнику з 60-х років ХІХ ст. — 20-х років ХХ ст. — К., 2007. — 38 с. (Співавт. М. Казьмирчук).
- Роде наш красний: Село Кальник. — Кн. ІІ. Документи й дослідження соціальних проблем села Кальника наприкінці XVIII — на початку ХХ ст. — К., 2008. — 249 с. (Співавт. М. Казьмирчук).
- Роде наш красний: Село Кальник. — Кн. ІІІ. Документи й дослідження соціальних проблем села Кальника наприкінці XVIII — на початку ХХ ст. — К., 2010. — 265 с. (Співавт. М. Казьмирчук).
- «Українські декабристи чи декабристи на Україні?»: Рух декабристів очима істориків 1920-х років / Упор., вступ. ст. та примітки Григорія Казьмирчука, Юрія Латиша. К., 2011. 195 с. [Архівовано 28 вересня 2021 у Wayback Machine.]
- Вибрані твори. — Т.1. Декабристи в Україні / Г. Д. Казьмирчук. — К.: Логос, 2012. — 244 с., портрет.
- Вибрані твори. — Т. 2. Декабристознавство / Г. Д. Казьмирчук; наук. ред. к. і. н., доц. Вербовий О. В. — К.: ПП КП УкрСІЧ, 2012. — 195 с., порт.
- Вибрані твори. — Т. 3. Історіогафія руху декабристів / Г. Д. Казьмирчук; наук. ред. к. і. н. доц. Ю. В. Латиш. — К.: ПП КП УкрСіч, 2013. — 422 с., портр.
- Вибрані твори. Т. 4. Село Кальник. — Кн. І. Документи / Г. Д. Казьмирчук, М. Г. Казьмирчук. — К.: ПП КП УкрСІЧ, 2013. — 473 с.
- Вибрані твори. Т. 4. — Кн. 2. Село Кальник. Роде наш красний: Дослідження соціальних проблем села Кальника з найдавніших часів до наших днів / Г. Д. Казьмирчук, М. Г. Казьмирчук. — К. : ПП КП УкрСіч, 2013. — 337 с.
- Вибрані твори. — Т. 5. Декабристознавчі студії / Г. Д. Казьмирчук; упор. Ю. В. Латиш. — К.: ПП КП УкрСіч, 2013. — 194 с.
- Вибрані твори. — Т. 6. «Апостоли правди». Рух декабристів в історичній літературі 1917 — першій половині 30-х років / Г. Д. Казьмирчку; упор. М. Г. Казьмирчук. — К.: ПП КП УкрСіч, 2016. — 223 с.
- Вибрані твори. — Т. 7. Українське декабристознавство / Г. Д. Казьмирчук, Ю. В. Латиш; передмова і упорядкування д. і. н. М. Г. Казьмирчук. — К.: ПП КП УкрСІЧ, 2016. — 264 с.
- Вибрані твори. — Т. 8.. «Кальник — сториця України…» / Григорій Казьмирчук, Марія Казьмирчуку, Ярослава Рябцева. — К.: ПП КП УкрСІЧ, 2017. — 353 с., світлини.
- Вибрані твори. — Т. 9. Університет св. Володимира і Тарас Шевченко / Григорій Казьмирчук, Марія Казьмирчук; передмова Я. Г. Рябцева. — 2-е вид., виправлене й доповнене. — К.: ПП КП УкрСІЧ, 2017. — 195 с., світлини.
- Вибрані твори. — Т. 10. Вступ до університетських студій: нариси та інформативні документи / Григорій Казьмирчук, Марія Казьмирчук; педмова Я. Г. Рябцева; відпов. ред. О. С. Лукянчук. — К.: ПП КП УкрСІЧ, 2018. — 196 с., портрет.
- Вибрані твори. — Т. 11. Кальницький козацький полк (1648—1712 рр.). — 3-є вид., випр. і розширене / Григорій Казьмирчук, Марія Казьмирчук, Ярослава Рябцева. — К.: ПП КП УкрСІЧ, 2019. — 174 с.
- Університет св. Володимира і Тарас Шевченко / Григорій Казьмирчук, Марія Казьмирчук. — К.: ПП КП УкрСІЧ, 2014. — 228 с., світлини.
- Вибрані твори. — Т. 12. Кальник — наша свята, праотча земле; ред. М. М. Кучер / Григорій Казьмирчук, Марія Казьмирчук, Ярослава Рябцева. — К.: ПП КП УкрСІЧ. 2021. 420 с., світлини.
- Казьмирчук Г. Кальницький козацький полк (1648—1712 р.р.) — 5-е, вип. й доп. вид.; ред. М. М. Кучер / Григорій Казьмирчук, Марія Каззьмирчук, Ярослава Рябцева. — К.: ПП КП УкрСІЧ, 2021. — р 276 с. світлини..
- Кафедра історії для гуманітарних факультетів:минуле й сьогодення (1936—2016 рр.) упоряд. Г. Д. Казьмирчук, С. В. Набока; заг. ред. д. і. н., проф. Г. Д. Казьмирчука. — К.: ПП КП УкпСЧІ, 2016. — 67 с., світлини [Архівовано 19 грудня 2018 у Wayback Machine.].

Підручники і навчальні посібники:
- Історія України: підручник для іноземних студентів вищих навчальних закладів / В. І. Гусєв, Г. Д. Казьмирчук, В. П. Капелюшний, М. Г. Казьмирчук, Г. С. Черевичний. — К., 2008. — С. 19-36, С. 37-47, С. 77-96.
- Історія України: Курс лекцій для студентів вищих навчальних закладів / Наук. ред. та кер. авт. кол. д. і. н., проф. Г. Д. Казьмирчук. — 2 -ге видання, виправлене і доповнене. — К.: Логос, 2009. — С. 7-8, С. 65-91, 137—161, 190—215.
- Історія України: підручник / Г. Д. Казьмирчук, А. П. Коцур, О. В. Вербовий та ін., за ред. Г. Д. Казьмирчука. — К., 2009. — С. 9-10, 45-106, 159—218. [Архівовано 27 квітня 2018 у Wayback Machine.]
- История Украины: учеб. для иностр. студ. высш. учеб. заведений / под ред. Г. Д. Казьмирчука; Г. Д. Казьмирчук, В. И. Гусев. В. П. Капелюшный и др. — К., 2010. — С. 3-6, С. 7-28, С. 45-78, С. 113—132.
- История Украины: Учебник для студентов высших учебных заведений / Г. Д. Казьмирчук (рук. авт. коллектива), В. Ф. Колесник, А. П. Коцур и др. — К., 2010. — С. 9-10, 11-33, 59-86, 173—228.
- Історична бібліографія: Курс лекцій і методичних матеріалів для магістрів історичного факультету. — К., 2013. — 183 с. [Архівовано 12 жовтня 2017 у Wayback Machine.]
- Вступ до спеціальності: Навчально-методичний комплекс. — Вид. 3-є, випр. та доповн. — К.: ПП «КП УкрСІЧ», 2014. — 166 с. [Архівовано 21 вересня 2018 у Wayback Machine.]
- История Украины: Учебник / Г. Д. Казьмирчук, А. П. Коцур, М. Г. Казьмирчук и др.; под ред. Г. Д. Казьмирчука. — изд. 4-е исп. и доп. — К.: УкрСІЧ, 2014. — 744 с.

Збірники статей:
- Декабристи в Україні: дослідження й матеріали; наук. ред проф. Г. Д. Казьмирчука. — К.: Ін-тут іст. України НАН України; Київ. нац. ун-т ім. Тараса Шевченка. — К., 2003. — Т. 3. — 257 с.
- Декабристи в Україні: дослідження й матеріали: проф. Г. Д. Казьмирчук відп. ред. К.: Ін-т іст. України НАН України, Київ. нац. ун-т ім. Тараса Шевченка. — К., 2005. — 202 с.
- Декабристи в Україні: дослідження й матеріали / Наук. ред. проф. Г. Д. Казьмирчука. К., 2005. Т. 4. 202 с. [Архівовано 28 вересня 2021 у Wayback Machine.]
- Декабристи в Україні: дослідження й матеріали; наук. ред. проф. Г. Д. Казьмирчука. — К.: Ін-т іст. України НАН України; Київ. нац. ун-т імені Тараса Шевченка, 207. — Т. 5. — 255 с.
- Декабристи в Україні: дослідження й матеріали / Упор. Г. Д. Казьмирчук, Ю. В. Латиш; наук. ред. проф. Г. Д. Казьмирчука. Т. 6. К., 2009. 204 с. [Архівовано 28 вересня 2021 у Wayback Machine.]
- Декабристи в Україні: дослідження й матеріали / Упор. Г. Д. Казьмирчук, Ю. В. Латиш; наук. ред. проф. Г. Д. Казьмирчука. Т. 7. К., 2013. 440 с. [Архівовано 28 вересня 2021 у Wayback Machine.]
- Казьмирчук Г. Д. Гончар Борис Михайлович // Історичний факультет Київського університету: минуле й сьогодення (1834—2004 рр.). — К. Прайм-М, 2004. — С. 180.